# Milovan Amović
Milovan Amović (31 gennaio 1994) è un giocatore di football americano serbo, che gioca nel ruolo di defensive lineman per i Banat Bulls.